# Oszkár Frey
Oszkár Frey (Budapest, 22 de abril de 1953) es un deportista húngaro que compitió en piragüismo en la modalidad de aguas tranquilas.
Participó en dos Juegos Olímpicos de Verano en los años 1976 y 1980, obteniendo dos medallas de bronce en Montreal 1976 en las pruebas de C2 500 m y C2 1000 m. Ganó cuatro medallas en el Campeonato Mundial de Piragüismo entre los años 1975 y 1979.

## Palmarés internacional
| Juegos Olímpicos   | Juegos Olímpicos      | Juegos Olímpicos  | Juegos Olímpicos |
| Año                | Lugar                 | Medalla           | Competición      |
| ------------------ | --------------------- | ----------------- | ---------------- |
| 1976               | Montreal (Canadá)     | Medalla de bronce | C2 500 m         |
| 1976               | Montreal (Canadá)     | Medalla de bronce | C2 1000 m        |
| Campeonato Mundial |                       |                   |                  |
| Año                | Lugar                 | Medalla           | Competición      |
| 1975               | Belgrado (Yugoslavia) | Medalla de plata  | C2 10 000 m      |
| 1977               | Sofía (Bulgaria)      | Medalla de plata  | C2 1000 m        |
| 1978               | Belgrado (Yugoslavia) | Medalla de oro    | C2 1000 m        |
| 1979               | Duisburgo (RFA)       | Medalla de plata  | C2 1000 m        |